# Ricky Wilson

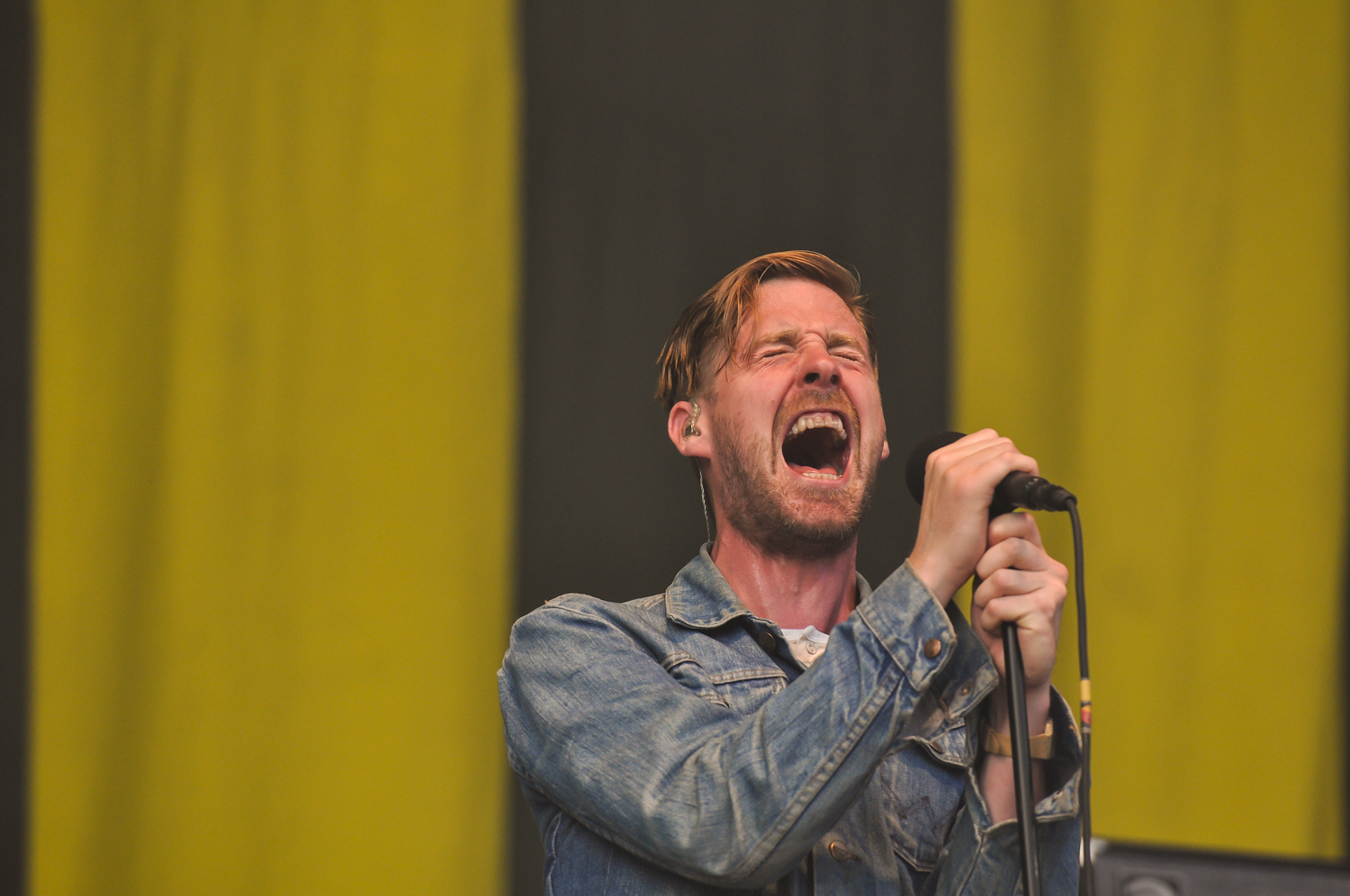
Rick Wilson se apresentando com o Kaiser Chiefs, em 2013.

Charles "Ricky" Richard Wilson (Leeds, 17 de janeiro de 1978) é o vocalista da banda britânica Kaiser Chiefs.

## Vida e carreira
Charles Richard Wilson nasceu em Keighley, West Yorkshire, Inglaterra. Filho de um produtor de televisão da BBC, estudou na Leeds Boys Grammar School e Leeds College of Art and Design, formando-se em Artes Plásticas.
Antes da banda Kaiser Chiefs, Ricky também foi vocalista da banda rock de garagem Parva (ou Ruston Parva, nome anteriormente), formada em 1997, com os mesmos integrantes.
Atualmente, vive na cidade de Leeds, Inglaterra.

## Característica e estilo
Wilson é conhecido por usar blazers, coletes, stripy transformar-up, jeans e sapatos winkle picker, um estilo que lhe rendeu o prêmio NME Shockwaves de "Pessoa mais bem vestida de 2006".
Wilson também é conhecido pelo seu comportamento no palco, pois ele sobe andaimes regularmente em festivais, como no Rock Festival Werchter de 2008, na Bélgica.
Ele percorreu a multidão e começou a subir à caixa de mistura, em frente ao palco, afirmando que estava "a assistir (ao concerto) da minha banda favorita no momento", uma referência para os seus companheiros de banda que continuavam a tocar no palco.
Suas palhaçadas no palco lhe causaram ferimentos no passado, como quando ele rasgou os ligamentos de um tornozelo ao pular do palco num concerto em Portugal.

## Outras aparições
Em 2005 e 2006, Ricky participou do programa de televisão Never Mind the Buzzcocks, da BBC.
Em 2009 fez uma pequena aparição no filme St Trinian's 2: The Legend of Fritton's Gold (Br: Escola Para Garotas Bonitas e Piradas 2).
Em 2010, fez outra pequena aparição no filme Harry Potter e as Relíquias da Morte – Parte 1.
Em 2012, estrelou no musical The War of the Worlds.
No dia 19 de Setembro de 2013, confirmou que se tornaria treinador no programa The Voice UK, junto da cantora australiana Kylie Minogue, substituindo o cantor irlandês Danny O'Donoghue.